# North Shropshire
Il North Shropshire è stato un distretto dello Shropshire, Inghilterra, Regno Unito, con sede a Wem.

## Storia
Il distretto fu creato con il Local Government Act 1972, il 1º aprile 1974 dalla fusione del distretto rurale di Market Drayton col distretto rurale del North Shropshire. Fu soppresso nel 2009 con la creazione dell'autorità unitaria dello Shropshire che comprende il territorio di tutti i precedenti distretti della contea.
Si tratta di un ambito geografico che, in varie forme, ha sempre espresso un seggio alla Camera dei Comuni, designandovi per duecento anni consecutivamente un esponente dei tories, fino alle elezioni suppletive del 2021.

## Parrocchie civili
- Adderley
- Baschurch
- Cheswardine
- Child's Ercall
- Clive
- Cockshutt-cum-Petton
- Ellesmere Rural
- Ellesmere Urban
- Grinshill
- Hadnall
- Hinstock
- Hodnet
- Hordley
- Ightfield
- Loppington
- Market Drayton
- Moreton Corbet and Lee Brockhurst
- Moreton Say
- Myddle and Broughton
- Norton in Hales
- Prees
- Shawbury
- Stanton upon Hine Heath
- Stoke upon Tern
- Sutton upon Tern
- Welshampton and Lyneal
- Wem Rural
- Wem Urban
- Weston-under-Redcastle
- Whitchurch Rural
- Whitchurch Urban
- Whixall
- Woore